# Stille
Stille (укр. «Тиша») — п'ятий студійний альбом німецького дуету Lacrimosa. При запису цього альбому дуже активно використовувались симфонічний оркестр та хор. Завдяки цьому альбом був дуже неоднозачно прийнятий поціновувачами гурту. Ті фанати, які розпочали знайомство з попереднього альбому Inferno сприйняли альбом тепло, але старі шанувальники піддали критиці за відход від darkwave стилістики.

## Список композицій
| #  | Назва                      | Автор      | Тривалість |
| -- | -------------------------- | ---------- | ---------- |
| 1. | «Der Erste Tag»            | Тіло Вольф | 10:10      |
| 2. | «Not Every Pain Hurts»     | Анне Нурмі | 5:20       |
| 3. | «Siehst Du Mich Im Licht?» | Тіло Вольф | 8:18       |
| 4. | «Deine Nähe»               | Тіло Вольф | 11:01      |
| 5. | «Stolzes Herz»             | Тіло Вольф | 8:46       |
| 6. | «Mein Zweites Herz»        | Тіло Вольф | 6:53       |
| 7. | «Make It End»              | Анне Нурмі | 6:05       |
| 8. | «Die Strasse Der Zeit»     | Тіло Вольф | 14:41      |

## Лінки
- Stille(англ.) на сайті Discogs
- Stille(англ.) на сайті MusicBrainz